# Crocidura sicula
La crocidura siciliana (Crocidura sicula Miller, 1900), conosciuta anche come toporagno siciliano, è un mammifero soricomorfo della famiglia dei Soricidi, endemico della Sicilia e dell'isola di Gozo (Malta).

## Sistematica
Ne sono state descritte quattro sottospecie:
- Crocidura sicula sicula Miller, 1900
- Crocidura sicula aegatensis Hutterer, 1991 - endemica delle isole Egadi
- Crocidura sicula calypso Hutterer, 1991 - endemica di Gozo
- Crocidura sicula esuae †; Kotsakis, 1984 - fossile del Pleistocene Medio

## Descrizione
La C. sicula è un piccolo soricomorfo con un muso lungo ed appuntito e piccoli occhi, che non supera i 10–12 cm di lunghezza con tutta la coda, con un peso compreso tra 4 e 9 grammi.
La pelliccia sul dorso è di colore grigio chiaro, con sfumature brunastre, mentre sul ventre è di colore bianco
sporco. Sui fianchi si osserva una netta linea di demarcazione tra i colori del dorso e del ventre, che costituisce una caratteristica distintiva della specie. La coda è grigia con la punta bianca. Esiste un'ecotipo melanico presente sull'isola di Ustica in cui il colore del mantello è interamente bruno-scuro.
La formula cromosomica di Crocidura sicula è 2N=36.

## Etologia
La C. sicula è una specie terricola con abitudini prevalentemente notturne. 

Utilizza spesso come rifugi tane scavate da altri mammiferi ma anche semplici anfrattuosità delle rocce o alla base dei cespugli, che riveste con una lettiera di foglie e fili d'erba, modellata con il corpo in modo da ricavarvi un buco d'accesso.

## Biologia

### Alimentazione
È un vorace predatore che mangia quotidianamente l'equivalente di circa il 50-60% del suo peso corporeo. Localizza le prede grazie alle molto sensibili vibrisse e ad un olfatto molto sviluppato che compensano una vista non molto acuta. Si nutre essenzialmente di artropodi e lombrichi, ma anche delle carcasse di piccoli vertebrati quali roditori e rettili. Tra gli artropodi predilige gli aracnidi, gli ortotteri e le larve di ditteri, coleotteri e lepidotteri.
I suoi predatori sono principalmente il barbagianni (Tyto alba) e l'allocco (Strix aluco).

### Riproduzione
Si riproduce diverse volte all'anno. Dopo una gestazione di circa 21 giorni la femmina mette al mondo da 3 a 9 piccoli, del peso di circa 0,5 grammi. Verso il 20º giorno di vita i cuccioli hanno già ottime capacità motorie e compiono la prima uscita dalla tana-nido; lo svezzamento si completa entro i 24 giorni. Sino a quell'epoca i maschi adulti vengono tenuti a distanza dai piccoli.
Ha una aspettativa di vita di circa 12-18 mesi.

## Distribuzione e habitat
È presente in Sicilia e ad Ustica (C. s. sicula), nelle isole Egadi (C. s. aegatensis) ed a Gozo (C. s. calypso). Recentemente ne è stata segnalata la presenza anche a Comino.
Esistono evidenze fossili della sua presenza in passato sull'isola di Malta.
Vive in ambienti aperti di gariga e macchia mediterranea ma anche all'interno di formazioni boschive a leccio, sughera e faggio, da 0 a 1.800 m di altitudine. Talora è presente anche all'interno di agrumeti e zone coltivate nonché, raramente, nelle abitazioni rurali.

## Conservazione
È una specie abbastanza comune che la IUCN red list classifica come a basso rischio di estinzione.
È tuttavia molto sensibile alle attività umane legate all'agricoltura ed allo stato di salute del suolo. In particolare l'uso di pesticidi, provocando un impoverimento della entomofauna, crea condizioni
sfavorevoli alla sua sopravvivenza. Ciò rende particolarmente vulnerabili le popolazioni delle piccole isole, per il maggiore impatto di tale pratica all'interno di territori ristretti. La popolazione dell'isola di Ustica, per esempio, è attualmente confinata in un areale ristretto a 2–3 km², nella parte occidentale dell'isola.